# Cass County (Indiana)
Cass County ist ein County im Bundesstaat Indiana der Vereinigten Staaten. Der Verwaltungssitz (County Seat) ist Logansport.

## Geographie
Das County liegt im mittleren Norden von Indiana und hat eine Fläche von 1075 Quadratkilometern, wovon fünf Quadratkilometer Wasserfläche sind. Es grenzt im Uhrzeigersinn an folgende Countys: Fulton County, Miami County, Howard County, Carroll County, White County und Pulaski County.

## Geschichte
Cass County wurde am 18. Dezember 1828 aus Teilen des Carroll County gebildet. Benannt wurde es nach Lewis Cass, einem US-amerikanischen General, Politiker und Außenminister.
Im Cass County liegt eine National Historic Landmark, das Spencer Park Dentzel Carousel. Insgesamt sind 15 Bauwerke und Stätten des Countys im National Register of Historic Places eingetragen (Stand 31. August 2017).

## Demografische Daten

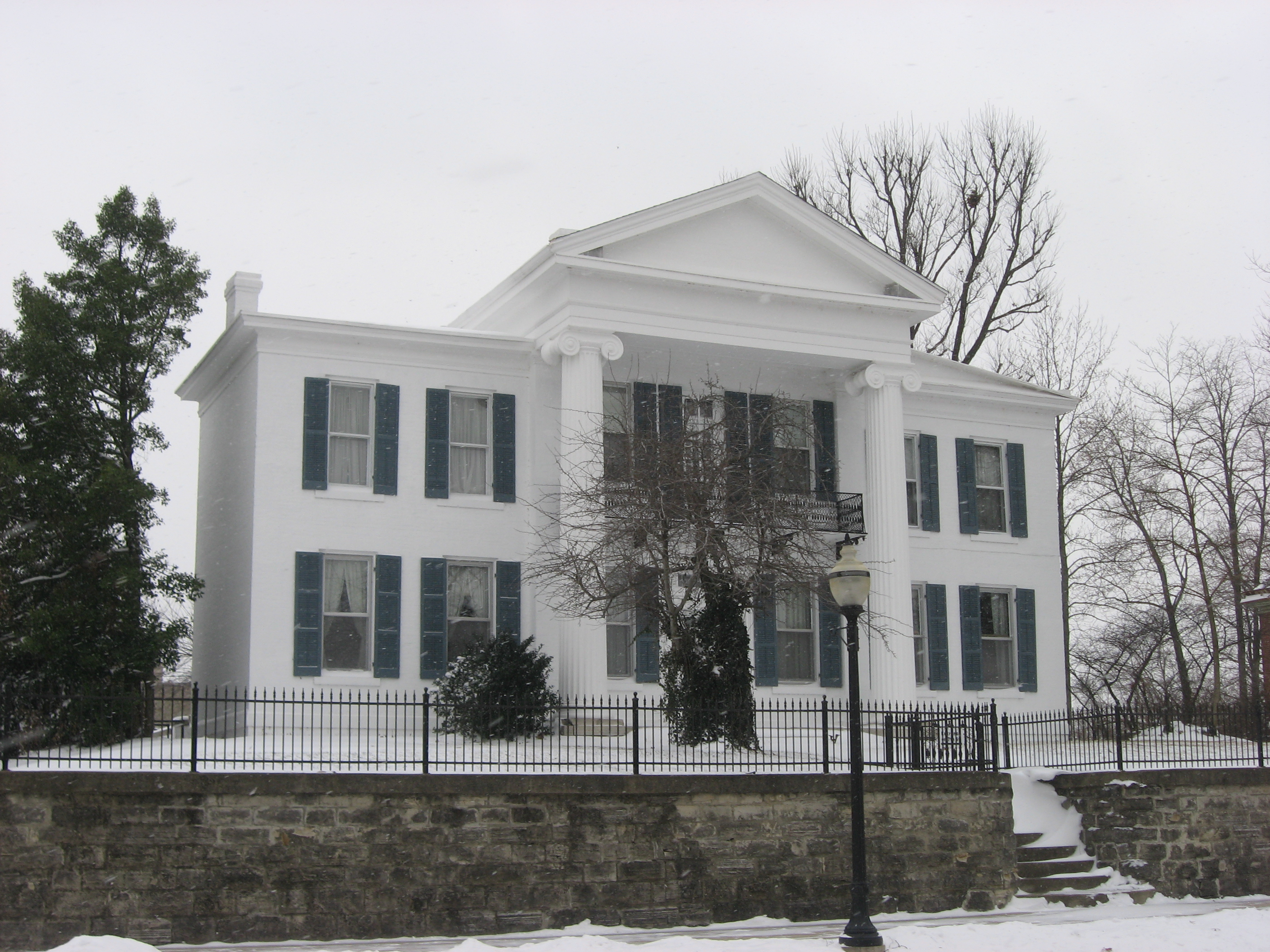
Das Pollard-Nelson House, gelistet im NRHP

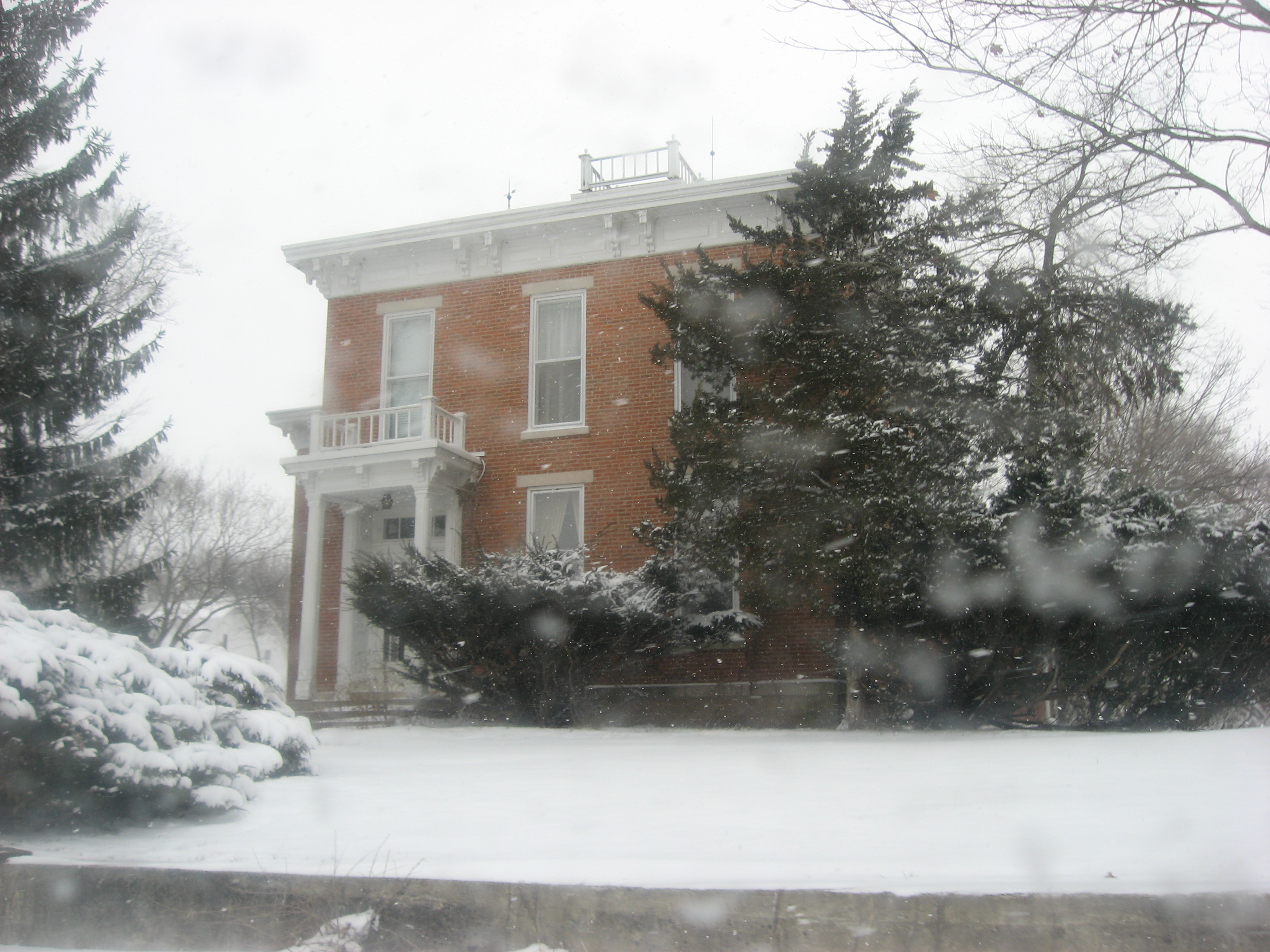
Das Josephus Atkinson Farmhouse, gelistet im NRHP

Nach der Volkszählung im Jahr 2000 lebten im Cass County 40.930 Menschen in 15.715 Haushalten und 10.921 Familien. Die Bevölkerungsdichte betrug 38 Einwohner pro Quadratkilometer. Ethnisch betrachtet setzte sich die Bevölkerung zusammen aus 93,70 Prozent Weißen, 1,29 Prozent Afroamerikanern, 0,31 Prozent amerikanischen Ureinwohnern, 0,54 Prozent Asiaten, 0,04 Prozent Bewohnern aus dem pazifischen Inselraum und 3,23 Prozent aus anderen ethnischen Gruppen; 0,89 Prozent stammten von zwei oder mehr Ethnien ab. 7,1 Prozent der Bevölkerung waren spanischer oder lateinamerikanischer Abstammung.
Von den 15.715 Haushalten hatten 31,7 Prozent Kinder unter 18 Jahre, die mit ihnen im Haushalt lebten. 55,9 Prozent waren verheiratete, zusammenlebende Paare, 9,4 Prozent waren allein erziehende Mütter und 30,5 Prozent waren keine Familien. 25,9 Prozent waren Singlehaushalte und in 11,8 Prozent lebten Menschen mit 65 Jahren oder darüber. Die Durchschnittshaushaltsgröße betrug 2,53 und die durchschnittliche Familiengröße lag bei 3,01 Personen.
25,9 Prozent der Bevölkerung waren unter 18 Jahre alt, 8,7 Prozent zwischen 18 und 24, 28,4 Prozent zwischen 25 und 44 Jahre. 22,6 Prozent zwischen 45 und 64 und 14,5 Prozent waren 65 Jahre alt oder älter. Das Durchschnittsalter betrug 37 Jahre. Auf 100 weibliche Personen kamen 101 männliche Personen. Auf 100 Frauen im Alter von 18 Jahren und darüber kamen 96,9 Männer.
Das jährliche Durchschnittseinkommen eines Haushalts betrug 39.193 USD, das Durchschnittseinkommen der Familien 46.506 USD. Männer hatten ein Durchschnittseinkommen von 32.362 USD, Frauen 22.017 USD. Das Prokopfeinkommen betrug 18.892 USD. 4,7 Prozent der Familien und 7,6 Prozent der Bevölkerung lebten unterhalb der Armutsgrenze.

## Orte im County
- Adamsboro
- Anoka
- Clymers
- Danes
- Deacon
- Dunkirk
- Galveston
- Georgetown
- Hoover
- Kenneth
- Lake Cicott
- Leases Corner
- Lewisburg
- Lincoln
- Logansport
- Lucerne
- Metea
- Miami Bend
- Mount Pleasant
- New Waverly
- Onward
- Potawatomi Point
- Royal Center
- Twelve Mile
- Walton
- Young America

Townships
- Adams Township
- Bethlehem Township
- Boone Township
- Clay Township
- Clinton Township
- Deer Creek Township
- Eel Township
- Harrison Township
- Jackson Township
- Jefferson Township
- Miami Township
- Noble Township
- Tipton Township
- Washington Township